# Ушенин, Вячеслав Николаевич
Вячеслав Николаевич Ушенин (10 ноября 1948, Серов, Свердловская обл. —  30 октября 2001, Таганрог) — российский художник, член Союза художников России.

## Биография
Родился 10 ноября 1948 года в г. Серов Свердловской обл.. В 1973 г. окончил Свердловское художественное училище им. И. Шадра. 
С 1979 по 2001 год жил в Таганроге, работал в таганрогских мастерских художественного фонда Союза художников.
Умер в Таганроге 30 октября 2001 года. Похоронен в г. Таганроге.

## Работы художника находятся в собраниях
- Ростовский областной музей изобразительных искусств, Ростов-на-Дону.
- Музей современного изобразительного искусства на Дмитровской, Ростов-на-Дону.
- Таганрогский художественный музей, Таганрог[3].
- Таганрогский государственный литературный и историко-архитектурный музей-заповедник, Таганрог.
- Галерея «Piter», Таганрог[4].
- Частные коллекции России, США, Германии, Дании, Финляндии.

## Персональные выставки
- 2010 — «Леонид Стуканов. Вячеслав Ушенин. Виктор Палко». Выставочный зал ТО Союза художников России, Таганрог[5][6].
- 2001 — «Вячеслав Ушенин».  Выставочный зал Библиотеки им. А.П. Чехова, Таганрог.